# Baile de la perdiz
El baile de la perdíz o baile laberíntico fue un baile erótico religioso que se realizaba originalmente en la isla de Creta durante la primavera, previamente a establecerse el culto taurino o culto del toro celeste que modificó ciertos aspectos de esta danza. En su investigación sobre los mitos griegos, el escritor Robert Graves postuló la posibilidad de que el mito de Ícaro tuviese como una de sus bases a dicha danza.

## Testimonios arqueológicos
Un espacio abierto delante del palacio de Cnosos poseía una pista sobre la cual se hallaba un dibujo o pintura laberíntica que servía para guiar los pasos de los bailarines que danzaban una danza erótica en primavera en honor a la diosa Luna. Los bailarines varones ejecutaban los pasos renqueando e iban ataviados con alas imitando a una perdiz. En Palestina también se realizaba una danza similar, posiblemente de origen cananeo, llamada Pesach ("la renqueante") en la que los participantes bailaban en espiral una danza orgiástica donde se lamentaba la muerte del rengo rey Jacob, de la cual Jerónimo aseguraba que se seguía bailando en Beth Hoglah ("el templo del cojo") y de la que Jeremías advertía a los judíos de no realizar debido  su origen ritual orgiástico cananeo aludiendo que "la perdíz recoge pollitos que no ha parido". 
La isla de Ánafe al norte de Creta era famosa en la antigüedad por ser un lugar de descanso de las perdices emigrantes.
En la jarra etrusca de Tagliatella se explica la danza erótica religiosa de la perdiz. Allí un desfile a pie es encabezado por el rey, posiblemente Teseo, que va de la mano de Ariadna. Detrás de ellos un cortejo a caballo es encabezado por un soldado o héroe con un escudo de perdiz y detrás de él un demonio de la muerte se posa detrás de él. Tras ellos se halla un laberinto con la palabra "Troya" y luego dos parejas sumidas en el acto sexual. En esta iconografía, los celos amorosos atraían al rey a la muerte al igual que una perdiz dentro de un laberinto de matorral, y solo los héroes excepcionales como Dédalo o Teseo podían salir de allí con vida.
La danza de la grulla de Delos, al igual que la cretense de la perdiz, también se ajustó a un trazado laberíntico sobre el suelo.
Los dibujos laberínticos no se limitaban solo al complejo de Cnosos sino que se han hallado testimonios de trazados laberínticos sobre césped en Gran Bretaña donde los escolares caminaban durante la Pascua de resurrección hasta el siglo XIX. En las cercanías de Bossiney, Cornuales el Dr Renton Green descubrió tallado sobre la superficie de una roca de un acantilado, un laberinto cretense. En esa misma zona la chova de Cornualles tiene su última guarida y además de Bossiney, esta ave se encuentra relacionada con la leyenda artúrica por ser la que alberga el alma del rey.
Al parecer una danza laberíntica fue llevada a Britania por  agricultores neolíticos del tercer milenio AEC debido a que otros laberintos, análogos a los británicos realizados en césped, formados de manera tosca con piedras, se han hallado en Beaker B en Escandinavia, también en el nordeste de Rusia y también en el sudeste de Europa aunque estos con fines penitenciales eclesiásticos.

## Origen e iconografía
La danza sobre la pista laberíntica pareciera haber surgido de los auténticos laberintos de matorrales utilizados para atraer a las perdices hacia uno de los machos enjaulados en el centro del laberinto con fines de caza. En el ritual, los varones imitarían a la perdiz macho en una danza amorosa renqueante y estática.